# Wilhelm Brem
Wilhelm Brem (ur. 23 listopada 1977 w Buchloe) – niemiecki niewidomy biegacz narciarski i biathlonista. Trzykrotny mistrz paraolimpijski w biathlonie.

## Medale igrzysk paraolimpijskich

### 2010
- Biathlon – 12,5 km – osoby niewidome

### 2006
- Biathlon – 12,5 km – osoby niewidome

### 2002
- Biathlon – osoby niewidome
- Biegi narciarskie – 10 km – osoby niewidome

### 1998
- Biathlon – osoby niewidome
- Biegi narciarskie – 10 km – osoby niewidome

### 1994
- Biathlon – osoby niewidome